# Кентукки
Кенту́кки (англ. Kentucky, американское произношение: [kənˈtʌki] (слушать)о файле), официально — Содру́жество Кенту́кки (англ. Commonwealth of Kentucky) — штат в восточной части США, входит в число так называемых штатов Юго-Восточного Центра. Население по оценке на 2020 год составляло 4 509 342 человека; 26-е место среди штатов. Столица — Франкфорт. Крупнейший город — Луисвилл, другие крупные города — Лексингтон-Файетт, Оуэнсборо, Боулинг-Грин, Хопкинсвилл.
Официальные девизы штата — «Вместе мы выстоим, порознь — падём» (англ. United We Stand, Divided We Fall) и «Возблагодарим Господа» (лат. Deo Gratiam Habeamus). Официальное прозвище — «Штат мятлика» (англ. Bluegrass State).
Название Кентукки происходит от индейского названия одноимённой реки, насчёт значения которого до сих пор сохраняются разногласия. По одной из версий, выражение означает «Тёмная и кровавая территория охоты». Предлагаются также варианты «Завтрашняя страна», «Земля лугов» и т. д.

## География и климат
Кентукки занимает площадь 104 659 км² (37-е место среди штатов; рассчитана по данным Национальной статистической службы Соединённых Штатов Америки). На востоке он граничит со штатами Западная Виргиния и Виргиния, на юге — с Теннесси, на западе — с Миссури, на севере — с Иллинойсом, Индианой и Огайо. Основная часть территории приходится на горы Аппалачи.
Наиболее значительные реки — Огайо и Теннесси. Достаточно часто встречаются карстовые формы рельефа, пещерные системы являются самыми протяжёнными в мире.
Климат субтропический континентальный, средняя температура летом +31 °C, зимой около 0 °C.

## История

### До XIX века
Территория современного штата Кентукки была заселена коренными американцами начиная приблизительно с 1000 г. до н. э. до 1650 года, особенно вдоль рек и в областях, пригодных для охоты на бизонов. Ко времени прихода европейских исследователей и первых поселенцев в регионе не было ни одного более или менее крупного поселения индейцев. Ирокезы контролировали большую часть долины реки Огайо, там, и на территории будущего штата Нью-Йорк, располагались их охотничьи угодья.
Племена шауни с северо-запада и чероки с юга тоже наведывались на эти территории с целью охоты на изобиловавшую в тех местах тогда дичь. Однако эти земли не остались и без внимания европейцев, которые с середины XVIII века принялись за активное освоение здешних пустующих плодородных земель. Чем больше поселенцев приходило на эти земли, тем сильнее между ними и коренным населением Америки росло напряжение, порой приводящее к кровопролитию, ведь, с точки зрения индейцев, это было вторжением европейцев на их промысловые территории.
С 1767 по 1771 год через горы Аппалачи прошёл с экспедицией Даниэль Бун.
Согласно правительственному отчёту США, датируемому 1790 годом, 1500 европейских поселенцев на этой территории были убиты во время индейских набегов после окончания Войны за независимость. С целью положить конец индейским набегам, в 1786 Джордж Роджерс Кларк провёл военный поход против индейцев племени шауни, проживавших на реке Уобаш, в котором участвовало 1200 вооружённых европейцев. Это стало одним из первых сражений Северо-западной индейской войны.
После американской революции, округа Виргинии, находящиеся на территории гор Аппалачи, стали известны как округ Кентукки. Позже жители этой области подали прошение о выходе их территории из состава штата Виргиния. В 1790 году были приняты условия выхода, и позже, в 1792 году, была принята конституция штата Кентукки, которая, однако, не стала окончательной, последующие версии конституции штата были приняты в 1799, 1850 и 1891. В 1792 году, 1 июня, Кентукки стал пятнадцатым штатом, вошедшим в состав Соединённых Штатов Америки. Исаак Шелби, уроженец Виргинии, ветеран Войны за независимость США, был избран первым губернатором этого штата.

### XIX век
Кентукки был одним из самых крупных центров рабовладения в США, поскольку плантаторы выращивали табак и коноплю, а также держали домашний скот. В течение XIX века местные рабовладельцы постепенно продавали лишних рабов на юг штата в Луисвилл, где в то время креп невольничий рынок, являвшийся для рабов отправной точкой, где их покупали и переправляли вниз по реке.
Позже Кентукки выпала судьба стать одним из пограничных штатов во время гражданской войны в Америке. В этот период общество штата раскололось. Представители некоторых его округов на встрече в Расселлвилле приняли Постановление о Сецессии, это произошло 20 ноября 1861 года. Они установили конфедеративное правительство Кентукки со столицей в городе Боулинг-Грин.
Несмотря на то, что центральная звезда боевого знамени Конфедерации символизировала Кентукки, соглашение, подписанное в Расселвилле, не отражало мнения большинства населения штата. Законодательное собрание штата провозгласило верность Союзу. Много кентуккийцев вступало в ряды Армии Северян, но большинство записывались в Армию Конфедерации. Тем не менее, Кентукки во время войны официально оставался «нейтральным» штатом. В сентябре 1861 года Линкольн написал в частном письме, что «потеря Кентукки была бы равносильна проигрышу всей кампании». На территории штата в начальной фазе велись боевые действия, но с 1862 года и до конца войны Кентукки оставался в руках северян.

### XX век
После окончания гражданской войны в штате стало неспокойно.
В самом начале 1900 года, 30 января, губернатор Кентукки Уильям Гёбель, идя на работу вместе с двумя телохранителями, был смертельно ранен неизвестным. Заказчиком убийства был признан Уильям С. Тейлор, его соперник на выборах 1899 года за должность губернатора штата. Убийство вызвало большой резонанс в американском обществе: на тот момент это был первый случай убийства губернатора во время исполнения тем служебных обязанностей.
В сельской местности обстановка тоже была непростой; из-за монополии Американской табачной компании на промышленное производство сигарет, фермеры, выращивавшие табак в штате Кентукки, устали продавать его корпорации по заниженным ценам, в результате многие из них стали объединяться с требованием повысить закупочные цены. В конце концов, многие фермеры объявили бойкот и перестали поставлять фабрикам табачное сырьё.
Позднее, группировка местных жителей под названием «Найт Райдерс» стала терроризировать фермеров, которые вопреки бойкоту продавали табак по низким ценам. Члены этой группировки сожгли несколько табачных складов, а позднее совершали вооружённые нападения на самих фермеров, игнорировавших бойкот. Тогда губернатор был вынужден объявить военное положение и привести в боевую готовность Ополчение Кентукки, чтобы положить конец насилию в регионе.

#### Первая мировая война и 1920-е годы
В то же время, с начала XX века и до начала Первой мировой войны впечатляющих успехов добилась угольная промышленность штата. Многие граждане штата отказались от сельского хозяйства и ушли работать в сферу добычи угля. Но некоторые и покидали штат в поисках лучшей жизни в индустриальных городах Среднего Запада.
Во время Первой мировой войны, Кентукки, как и остальные города США, столкнулся с проблемой инфляции. В то же время, в этот период ведётся активное строительство в штате инфраструктуры, прокладываются новые дороги, для того чтобы адаптировать штат под нужды растущего числа автовладельцев. Война также привела к значительному сокращению лесов на территории штата из-за их активной вырубки.
Табачное хозяйство и изготовление виски в этот период переживают свой активный рост, однако, когда вступила в силу Восемнадцатая Поправка, которая ввела «Сухой закон» на территории США, по экономике штата был нанесён серьёзный удар. Тогда в Кентукки пышным цветом расцвела контрабанда алкоголя, которая продолжалась до середины XX века.
Также в двадцатые годы в штате Кентукки получило широкое распространение такое явление, как крестовый поход против азартных игр, движущей силой которого стали прогрессивисты из демократической партии, при поддержке сельского населения, протестантского духовенства и Ку-клукс-клана. Наиболее яркой фигурой тех событий можно назвать Олбена Баркли, который помимо собственно борьбы с азартными играми, был заметен так же тем, что активно ратовал за интересы рабочих и фермеров, поддерживал Новый Курс Рузвельта, и боролся с засильем угольной промышленности, всё это позволило ему построить успешную политическую карьеру уже не только в рамках штата, но и на уровне страны, сначала он стал членом палаты представителей, затем Сенатором от штата Кентукки в конгрессе, а с 1949 по 1953 занимал должность вице-президента США при администрации Гарри Трумэна.

#### Период Великой депрессии
С началом Великой депрессии, Кентукки, как и все остальные штаты Америки, столкнулся с небывалыми экономическими трудностями. Повсюду царила безработица и упадок производства. Однако правительство Нового курса искало выход из сложившегося положения, совершенствуя образовательную систему в штате, повышая таким образом уровень грамотности населения. Кроме того на этот период приходится бурное развитие инфраструктуры — увеличение протяжённости дорог с твёрдым покрытием, прокладка телефонных линий, электрификация сельской местности — всё это было знаменательными событиями в развитии штата. Строительство дамбы и гидроэлектростанции на реке Теннесси так же весьма серьёзно повысили уровень жизни местного населения. В те годы были улучшены и судоходные качества рек Камберленд и Миссисипи, кроме того, уровень воды в этих реках стал постоянно контролироваться, чтобы не допустить разрушительных наводнений.

#### Вторая мировая война
Во время Второй мировой войны возросло значение промышленности и снизился спрос на сельскохозяйственную продукцию штата. Претерпела значительное расширение и до того немалая военная база Форт-Нокс. В Луисвилле был построен самый большой в мире завод по производству искусственной резины. Там же был расположен один из заводов Ford, который за время войны произвёл для армии около 100 тыс. джипов. Поэтому с полной уверенностью можно говорить о том, что и Кентукки внёс свой, довольно внушительный вклад, в дело победы Союзников. К последствиям войны можно также отнести повышение у населения штата интереса к высшему образованию, поскольку специалисты с инженерно-техническими навыками пользовались огромным спросом как во время войны, так и после неё.

##### Кентуккийцы на войне
Уроженец штата Киммел Хазбенд был главнокомандующим Тихоокеанским флотом ВМС США, но после разгрома американского флота под Перл-Харбор он был понижен в звании до контр-адмирала, в этом звании он и служил до конца войны. Шестидесяти шести уроженцам штата, пленённым в ходе боёв в Юго-восточной Азии до 1942, пришлось пройти через Батаанский марш смерти. Франклин Сусли, рождённый в Кентукки, был запечатлен на одной из самых знаменитых фотографий времён Второй мировой войны при водружении флага над Иводзимой. Через службу в армии во время Второй мировой войны прошли 306 364 кентуккийца, семеро из них были награждены Медалью Почёта, всего в то тяжёлое время на полях сражений погибли 7917 солдат, призванных из штата.
Жители штата отличались не только на фронте, но и в тылу. Символично, что одним из прототипов культового символа эпохи «Клепальщицы Роузи» была уроженка Кентукки, Роза Монро.

#### 1945—1980 годы
После Второй мировой войны Кентукки интегрировался в систему межштатных автомагистралей США, это позволило связать друг с другом даже наиболее отдалённые районы штата. С 1951 года, когда губернатором был избран молодой, прогрессивный и харизматичный Лоуренс Везерби, администрация штата стала работать над развитием туризма и строительством дорог, что должно было привести к ускорению экономического развития штата, однако принятые им меры по борьбе с расовой сегрегацией оказались непопулярны среди большинства белого населения штата, поэтому уже на следующих выборах губернатором был избран другой, более консервативный кандидат Хэппи Чендлер.
Однако уже в 1960-е годы, благодаря массовым акциям протеста и забастовкам, Движению за права чернокожих в США и сочувствующим этой организации, удалось добиться полного запрета расовой сегрегации, поэтому в 1967 году губернатор Эдвард Бризит называл свой штат лидером в области защиты гражданских прав.
Уже в 1970 году в штате было больше городского населения, чем сельского. Это говорит о том, что сельское хозяйство в целом, и выращивание табачного сырья в частности, потеряли свою ведущую роль в экономике штата, но тем не менее оставались важной сферой производства.

#### После 1980 года
Именно в штате Кентукки, в 1983 году, впервые в истории США на должность губернатора была избрана женщина, Марта Лэйн Коллинз, представительница Демократической партии. Во время своего правления, выступая перед обществом, она подчёркивала исключительную значимость развития образования и экономики. Будучи убеждённой феминисткой, она зачастую видела проблемы штата только как проблемы прав женщин. Предметом её гордости, в частности, было то, что ей удалось добиться строительства в Кентукки автозавода Тойота.
Тем не менее, по статистике, в 2000 году Кентукки оказался на 49 месте среди штатов США по процентной доле женщин, занимающих должностные места в правительственных учреждениях на территории штата.

## Экономика
В 2003 году ВВП Кентукки составил 129 млрд долларов. В числе важнейших полезных ископаемых штата — каменный уголь, природный газ и нефть. Промышленность штата сконцентрирована вдоль реки Огайо. В наибольшей степени развиты пищевая, текстильная и табачная промышленность, а также машиностроение, прокат чёрных металлов, производство металлоизделий, транспортных средств, электроники, мебели, обуви, спиртных напитков, есть предприятия химической промышленности.
В сельском хозяйстве Кентукки ведущую роль играет растениеводство — производство табака (Кентукки — второй по значению производитель табака в стране после Виргинии), кормовых трав, сои, кукурузы. Специализацией животноводства штата является коневодство; Кентукки занимает первое место в США по разведению скаковых лошадей. Также штат занимает шестое место в стране по разведению крупного рогатого скота.
Кентукки считается родиной и основной территорией производства бурбона — американского кукурузного виски. В штате Кентукки располагаются все наиболее крупные и известные винокурни, производящие бурбон.

## Военная база Форт-Нокс
Военная база Форт-Нокс находится почти в центре военного городка Форт-Нокс в 50 км к юго-западу от Луисвилла, штат Кентукки, и занимает площадь в 44 000 га (440 км²). В настоящее время принадлежит американской армии и используется в качестве школы танкистов.
Также на территории военной базы расположено хранилище золотых запасов США, где находится 4176 тонн (4603 американские тонны) золота в слитках (147,4 млн тройских унций).